# Peinture postmoderne en Belgique
En peinture dès 1969, « l'un des représentants les plus originaux entre l'hyperréalisme et le pluralisme postmoderniste d'aujourd'hui est Roland Delcol », selon Axel Murken. 
Dans sa peinture l'avenir de l'art dépend du passé de l'art. Il met des œuvres intemporelles en connexion avec son propre univers. Au début des années 1980 Irène Hamoir, l'épouse de Louis Scutenaire, confirme le peintre Roland Delcol comme peintre postmoderniste : « Il s’intéresse par-dessus tout à la peinture. De plus il sait peindre. Sur ses toiles, insoucieux du temps et de l’espace, il provoque des rencontres de personnages, de femmes surtout, de cette époque-ci avec d’autres de ces époques-là ; les paysages et les choses se télescopent ; ses couleurs le plus souvent sont roboratives ; cela dans une mise en page qui, malgré les années qui passent et passent, ne perd rien de son poids. Son ambition-non méprisable- est que l’unique objet de sa passion soit perçu par les meilleurs comme une œuvre de prix. Il est transparent. Derrière Roland Delcol il n’y a que le peintre Delcol.R. »